# السيد تاكيت (رواية)
السيد تاكيت (بالإنجليزية: Mr. Tucket)‏ هي رواية من تأليف غاري بولسن، وتعتبر أول رواية في سلسلة مغامرات تاكيت. 

تحكي الرواية عن صبي في 14 من عمره اسمه فرانسيس تاكيت الذي شرد عن عربة أهله وتاه في البراري ثم وجدته عائلة باوني. نشرت الواية لأول مرة عن طريق دار (Funk & Wagnalls).

تحولت هذه الرواية لاحقًا إلى مجموعة تتألف من خمسة أجزاء تحت عنوان (رحلات تاكيت)، نشرتها دار النشر الشهيرة راندوم هاوس عام 2003.